# یوسف اسلام (هیرمند)
یوسف اسلام یک روستا در ایران است که در استان سیستان و بلوچستان واقع شده‌است. یوسف اسلام ۱۱۵ نفر جمعیت دارد.